# Острівне мистецтво
Острівне мистецтво (англ. Insular art), також відоме як Гіберно-саксонське мистецтво (англ. Hiberno-Saxon art), — це стиль мистецтва, який утворився у післяримській історії Британських островів. Англійський термін походить від лат. insula, тобто «острів»; у післяримському періоді Велика Британія та Ірландія мали в цілому схожий стиль, відмінний від стилю континентальної Європи. Історики мистецтв відносять острівне мистецтво і до мистецтва періоду міграцій, і до ранньосередньовічного західного мистецтва, і поєднання цих двох традицій надало стилю його особливостей.

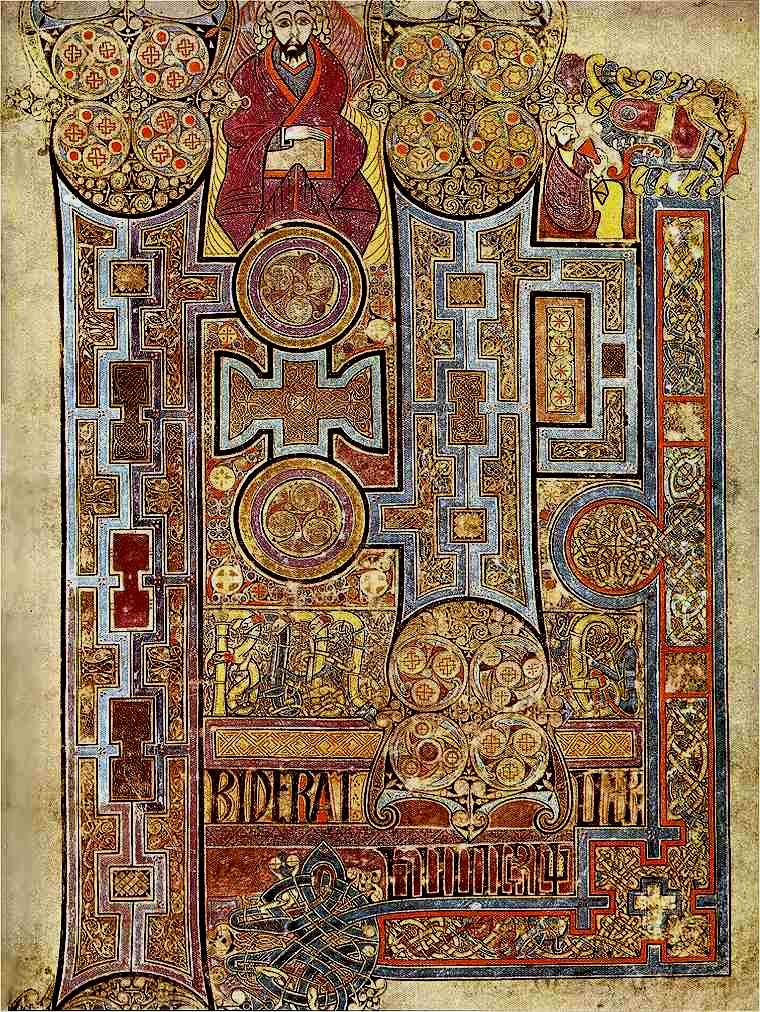
Ця сторінка (folio 292r) Келлської книги містить багато прикрашений текст, яким починається Євангеліє від Івана.

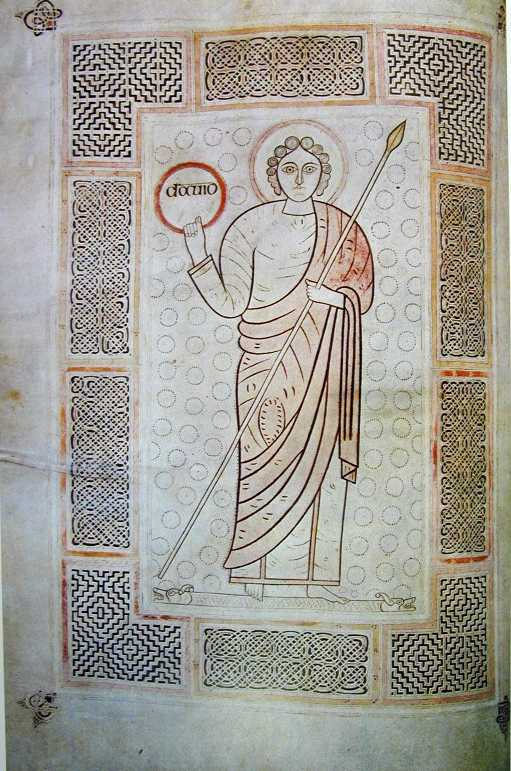
Давид з «Даремського Кассіодора» — манускрипта, який містить «Пояснення Псалмів» (Exposition psalmorum) Кассіодора, початок VIII ст., ?Jarrow.

Більшість острівного мистецтва походить від ірландського монашества кельтського християнства або робіт по металу світської еліти, і датування періоду починається бл. 600 р.н. е. з поєднання кельтських та англо-саксонських стилів, зокрема з орнаменту сплетіння, знайденого у Саттон Гу, який застосовувався до нових типів об'єктів, переважно скопійованих з предметів Середземномор'я, в першу чергу кодексів чи книг. Розквіт стилю був перерваний руйнуванням монастирських центрів та життя аристократії набігами вікінгів, які почалися наприкінці VIII сторіччя. Вважається, що саме вони зупинили роботу над Келлською книгою, а всі пізніші Євангелія вже не містять такого рівня якості і кількості ілюмінування, які шедеври VIII ст. У Англії стиль перетворився у англо-саксонське мистецтво бл. 900 р.н. е., а у Ірландії існував до XII ст., коли влився до романського мистецтва. 
Найбільш важливими центрами острівного мистецтва були Ірландія, Шотландія та королівство Королівство Нортумбрія на півночі Англії, але його приклади були знайдені також у південній Англії, Уельсі та континентальній Європі, в першу чергу Галлії (сучасна Франція), у центрах, заснованих гіберно-шотландською та англо-саксонською місіями. Острівне мистецтво вплинуло на все подальше середньовічне європейське мистецтво, особливо відчутно на декоративні елементи романських та готичних манускриптів.
До нашого часу зразки острівного мистецтва дійшли переважно у вигляді ілюмінованих манускриптів, робіт по металу та різьблень по каменю, особливо кам'яних хрестах. Поверхні є сильно декоровані складним орнаментом, без спроби надати враження глибини, об'єму або спаду. До найкращих прикладів відносять Келлську книгу, Ліндісфарнське євангеліє, Книгу з Дарроу, броші (фібули), такі як броша з Тари, та Рутвельський хрест. Килимові сторінки є характерною рисою острівних манускриптів, хоча також поширені прикрашені буквиці (перша літера абзацу, прикрашена мініатюрою, — винахід острівного мистецтва), таблиці канонів та мініатюри з фігурами, особливо портрети Євангелістів.

## Використання терміна і період
Термін «острівний» був запозичений з його використання для острівного письма і вперше зазначений в ОСАМ 1908 року, а також використовується лінгвістами для позначення острівних кельтських мов. Спочатку він використовувався для позначення особливого стилю декорування ілюмінованих манускриптів, яких серед інших артефактів стилю збереглася найбільша кількість. Тепер він більш широко використовується для позначення стилю у різних видах мистецтв, що дозволяє визнавати поєднаність стилю по всіх Британських островах, уникаючи суперечки про місце створення певного артефакту та місце походження стилю між Ірландією та Сполученим Королівством. Деякі джерела розрізняють «ширший період V–XI сторіч, між полишенням римлянами Британських островів до початку романського стилю» та «більш вузьку фазу VI–IX сторіч, між навернення у християнство та завоювання вікінгами». З іншого боку К. Р. Додвел вважає, що в Ірландії «острівний стиль розвивався практично без перешкод до англо-норманського вторгнення 1170 року; а окремі його приклади зустрічаються і у XIII–XIV сторіччях».

## Острівні орнаменти

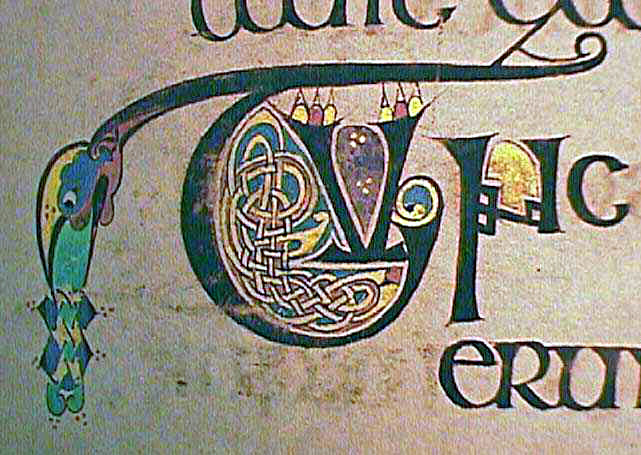
Одна з сотень малих буквиць Келлської книги

Острівне мистецтво найбільше відоме своїми щільними, складними та дуже образними орнаментами, які ввібрали елементи декількох раніших стилів. З пізнього кельтського мистецтва, деколи відомого як «справжній латенський» стиль, запозичена любов до спіралей, трискеліонів, кіл та інших геометричних мотивів. Вони поєднались з тваринними формами, ймовірно запозиченими з германської версії загального євразійського звіриного стилю, можливо також через кельтське мистецтво, в якому були поширені голови тварин, які прикрашали кінець сувоїв. Сплетіння також використовувалось обома традиціями; також вплинуло давньоримське мистецтво (наприклад у мозаїці підлоги) та інші віддаленіші впливи, напр. коптське мистецтво. Все це було поєднано в острівному мистецтві.
У манускриптах не робилося спроб малювати перспективу, незважаючи на наголос на зображенні чудових орнаментів. У ранніх роботах людину малювали так само геометрично, які і тварини, але з розвитком стилю вплив античного мистецтва зростав, ймовірно через контакти з континентальною Європою через гіберно-саксонську місію. Джерела виникнення загального формату килимової сторінки пов'язують з римськими мозаїками підлоги, коптськими килимами та малюнками в манускриптах, але загального консенсусу з цього питання у науковців не має.

## Витоки

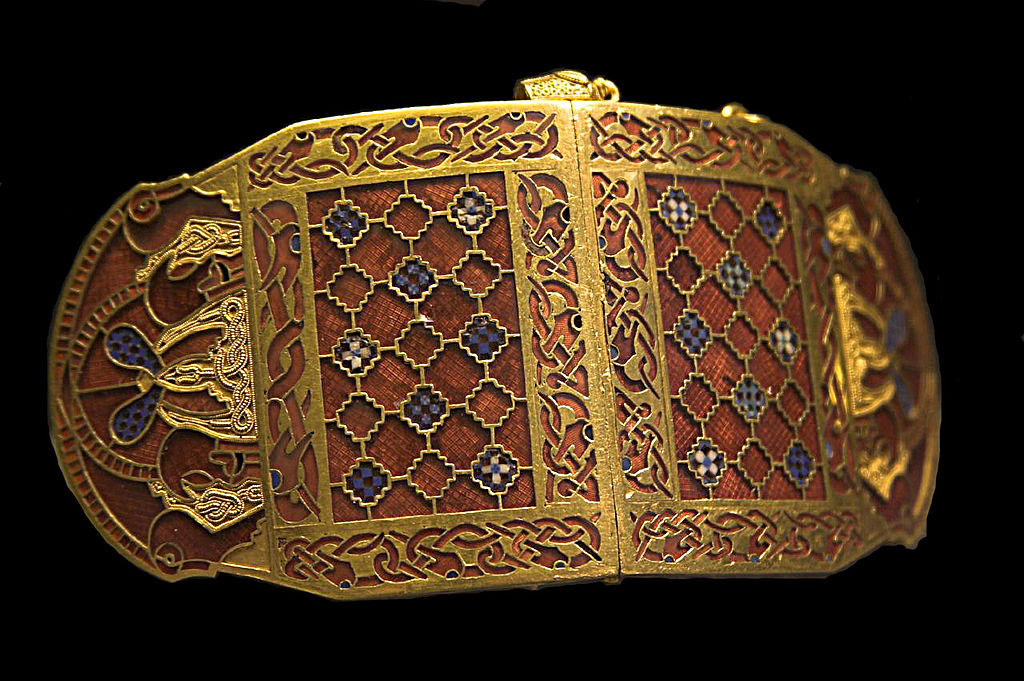
Ранні англо-саксонські плечеві застібки зі скарбу Саттон Гу, початок 7 ст. Золото, гранат та скло мільфіорі.

На відміну від сучасного йому візантійського мистецтва, та мистецтва більшості основних періодів в історії, острівне мистецтво виникло не в суспільстві, де спільні стилістичні впливи були поширені серед великої типів предметів мистецтва чи декоративно-ужиткового мистецтва. На Британських островах суспільство того часу були практично повністю сільським, будинки були примітивні і в історії архітектури острівного стилю не має. І хоча вочевидь існувало багато схожих за стилем об'єктів, виконаних з менш тривких матеріалів (тому вони не збереглися), на думку дослідників, і релігійні, і світські покровителі вимагали від митців віртуозності, тим більш очевидної у порівнянні з середовищем довкола
Релігійні і світські еліти часто були тісно пов'язані, особливо в Ірландії, де ірландські абатства поколіннями перебували під управлінням тісної групи родичів. Ірландія того часу була поділена на численні маленькі володіння («королівства»); у Британії було менше, але значно більших королівств. І кельтські (ірландські та піктські), і англо-саксонські еліти мали при дворах давні традиції роботи по металу найвищої якості, більшість виробів використовувалась для прикрашення еліти. Острівне мистецтво утворилось з поєднання кельтського мистецтва та германського звіриного стилю, у християнському контексті, з певним впливом стилю Пізньої Античності, особливо у застосуванні до книг та до роботи по металу.
Важливу роль у формуванні та поширенні стилю зіграло Королівство Нортумбрія. Це найпівнічніше англо-саксонське королівство вело активне підкорення кельтських територій, але часто уникало великих втрат підкореного населення, напр. на таких територіях, як Дал Ріада, Елмет та Стратклайд. Ірландський монастир на острові Йона був заснований Колумбою (Colum Cille) 563 року, коли Йона належав Дал Ріада, що тоді включало територію частини Ірландії та Шотландії. Хоча перше навернення у  християнство короля Нортумбрії (Едвіна у 627 р.) було здійснено священиками григоріанської місії у Кенті, початково саме кельтське християнство Іони було у цьому королівстві більш впливовим, особливо з заснуванням Йонським монастирем дочірнього монастиря у Ліндісфарні на східному березі 635 року. Однак Нортумбрія залишалась у прямому контакті з Римом і єпископами Вілфрідом та Бенедиктом Біскопом, які схилялись до Риму, були засновані інші важливі монастирі. Внаслідок цього на синоді у Вітбі були прийняті римські церковні практики (у тому числі датування Пасхи), а представники Йонського монастиря полишили синод та не прийняли римське датування Пасхи аж до 715 року.

## Острівна робота по металу

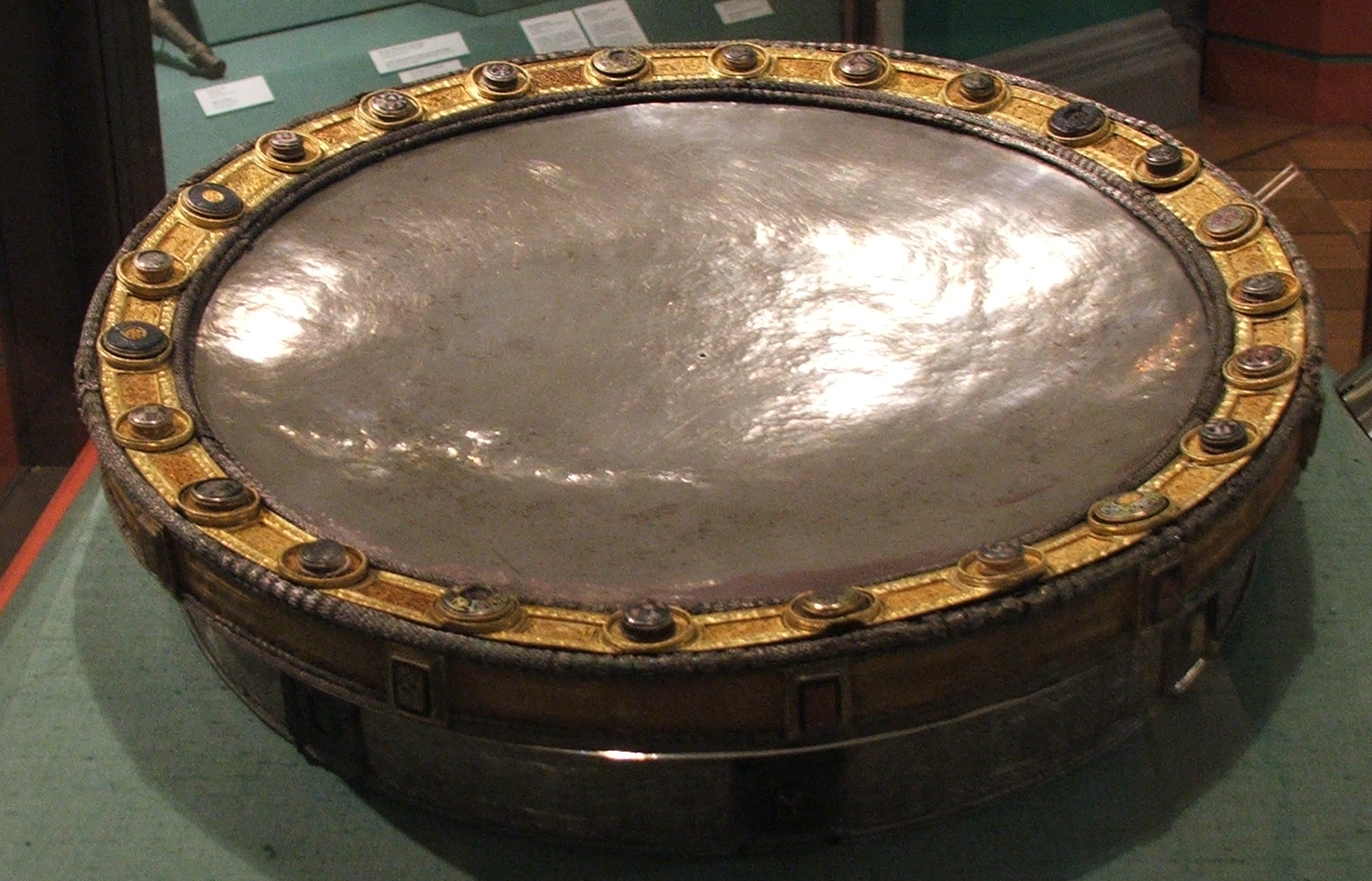
Деррінафланська патена, VIII чи IX ст.

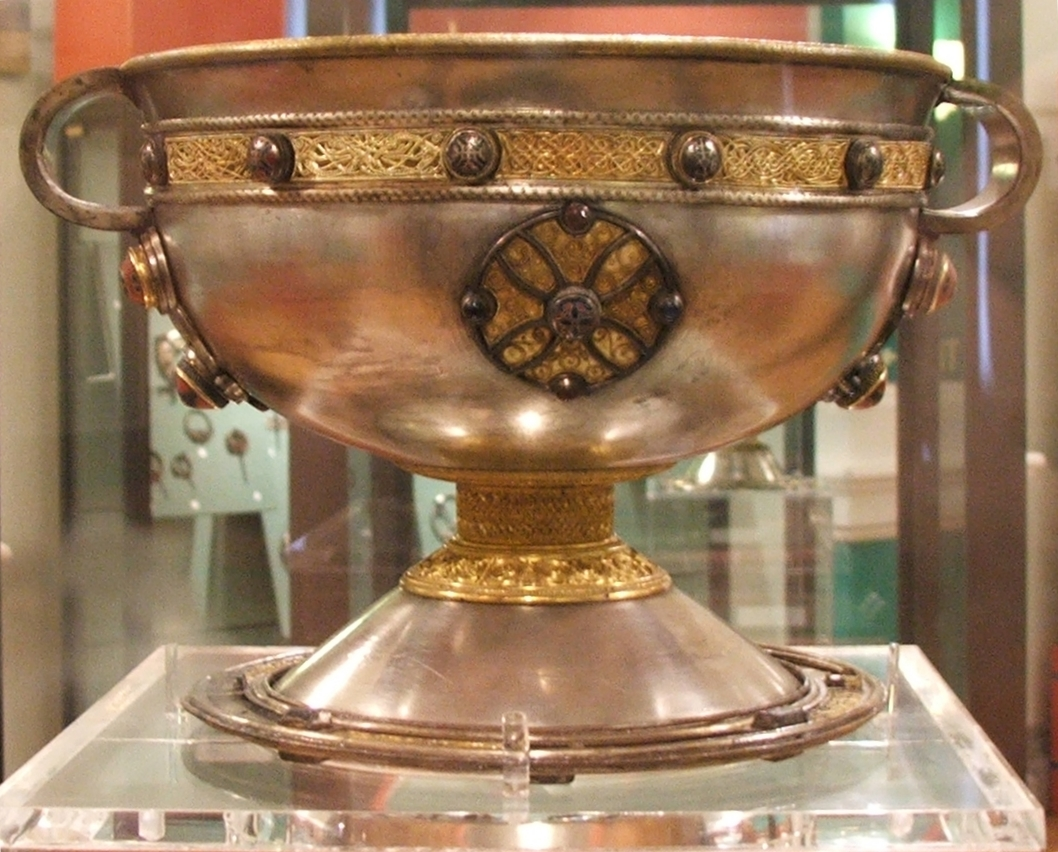
Ардаська чаша, бл.? 750

Християнство не схвалювало поховання з померлими предметів побуту та інших речей, тому принаймні від англо-саксів збереглася більша кількість дохристиянських артефактів стилю, ніж з пізніших періодів. Більшість артефактів християнського періоду знайдені в археологічному контексті, який вказує на те, що їх швидко ховали, втратили або покинули. Існує декілька винятків: портативні релікварії для книг чи мощей, декілька з яких мали постійного власника, переважно церкви континентальної Європи (хоча наприклад Монімаскський релікварій не полишав Шотландії). Більшість предметів острівного стилю збереглися випадково, і часто очевидно, що ще лише фрагменти якось предмету, найбільші та найменш портативні. Вцілілі предмети найвищої якості — це або світські ювелірні прикраси, великі та найбільш складні з яких ймовірно були чоловічими, або столовий посуд чи вівтарні предмети, виконані у дуже схожому стилі — щодо деяких предметів навіть не можливо напевно сказати, були вони призначені для вівтаря чи королівського столу. Дуже ймовірно, що найкращі церковні предмети створювались світськими майстернями при королівських дворах, а менш складні вироблялись монастирськими майстернями. Хоча за вцілілими предметами більшість найкращих предметів були вироблені ірландськими майстрами по металу, знахідки скарбу Саттон Гу на крайньому сході Англії, датовані початком періоду, за рівнем майстерності їм не поступаються.
Зберігся ряд великих брош (фібул), у тому числі декілька такої з якості, як і броша з Тари. Вона та багато інших зберігаються у Національному музеї Ірландії, інші — у Британському музеї, Національному музеї Шотландії та місцевих музеях на Британських островах. Дизайн кожної є індивідуальним, виконання є різним за технікою, але чудової якості. Для багатьох елементів дизайну можна прямо побачити схожість з елементами манускриптів. В острівній роботи по металу використовувались майже всі відомі техніки цього виду робіт. Частково вціліло напівкоштовне каміння, яке використовувалось для прикрас: найбільш часті — бурштин та гірський кришталь, деколи також — гранати; крім того використовувались кольорове скло, емаль та скло мільфіорі (ймовірно імпортоване).
Ардаська чаша (англ. Ardagh Chalice) та предмети з Деррінафланського скарбу (англ. Derrynaflan Hoard) — чаша, патена зі стійкою, літургічне сито та велика чаша, є видатними вцілілими предметами церковних металевих предметів періоду (вціліло ще три інші чаші та жодної патени). Ці предмети датуються VIII чи IX ст., але більшість датувань металевих предметів неточна і переважно засновується на порівнянні з манускриптами. Залишились лише фрагменти того, що колись ймовірно було великими предметами церковних меблів, можливо з дерева, покритого роботою по металу, такими як святилища, хрести та інші. Хрест Конга — ірландський процесіональний хрест XII сторіччя з релікварієм, містить острівний декор, можливо доданий в намаганні відновити стиль. «Атлонська пластина з розп'яттям» з позолоченої бронзи (Національний музей Ірландії, ймовірно VIII ст.) є найбільш відомою з групи дев'яти відомих ірландських пластин з розп'яттям, та за стилем схожа на фігури на багатьох високих хрестах; можливо вона колись була обкладинкою книги.
Історикам важко уявити внутрішнє оздоблення великої церкви абатства острівного періоду через брак матеріальних артефактів; однак відомо, що більшість повністю ілюмінованих манускриптів періоди використовувались як декоративні об'єкти, а не навчальні книги. Наприклад найбільш декорована Келлська книга має ряд невиправлених помилок, до неї не були додані примітки до тексту, необхідні для можливості використання її таблиці канонів, а коли її вкрали 1006 року через її обкладинку з коштовним камінням, її вкрали з ризниці, а не бібліотеки абатства. Книгу повернули, а обкладинку — ні. Те саме трапилось і з Ліндісфарнським Євангелієм. Власне кажучи, жодний з основних ілюмінованих манускриптів періоду не зберіг свої металеві обкладинки з коштовним камінням, але з документальних свідчень відомо, що вони не поступалися зразкам континентальних манускриптів, які збереглися. Повторно використана задня обкладинка Євангелій з Ліндау (зараз у Морганівській бібліотеці, Нью-Йорк) початково була створена у південній Німеччині наприкінці VIII — початку IX ст. під сильним острівним впливом, а тому ймовірно є найкращим збереженим прикладом того, як виглядали оригінальні обкладинки видатних острівних манускриптів; також кутом острівної обкладинки може були фрагмент з золота та гранатів з англо-саксонського скарбу, знайденого у Стаффордширі 2009 року. На задній обкладинці манускрипту з Ліндау домінує хрест, але вся поверхня прикрашена панелями зі сплетіння між сторонами хреста. Емаль має італійський вплив, в острівних предметах такої не було, але загальний вигляд дуже схожий на килимову сторінку.

## Острівні манускрипти

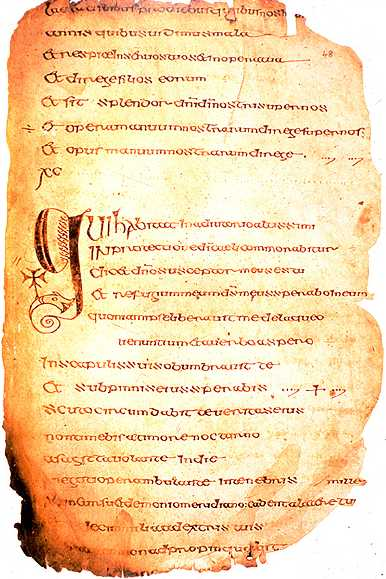
Катах Св. Колумби, 7-ме ст.

Хоча манускриптів збереглося значно більше, ніж великих зразків роботи по металу, розвиток острівного стилю у книгах зазвичай описується шляхом опису наступних видатних зразків:
Катах Св. Колумба — ірландський псалтир латиною, створений на початку VII ст., та ймовірно найстаріший відомий ірландський манускрипт на будь-яку тему. Він містить лише прикрашені літери на початку кожного псалма, але вони вже мають виразні риси. Прикрашені не лише буквиці, а й наступні літери, які поступово зменшуються у розмірі. Декор змінює форму літери, і різні орнаменти змішуються дуже некласично. Крім чорного кольору, для точкового орнаменту використовується оранжеве чорнило. У класичній традиції великі літери для початку абзаців і речень почали використовуватись досить пізно (у давньоримських текстах взагалі часто важко навіть слова відділити), і хоча на час написання Катаху, в Італії великі літери вже широко використовувались, там вони часто зсувались до краю вліво, наче відрізані від основного тексту. В острівних манускриптах існувала тенденція занулювати орнамент у текст, і поглинати ним все більший шматок тексту, що було радикальною інновацією. Манускрипт «Боббіо Джером» (містить «Коментар до Ісайї» Ієроніма Стридонського) з абатства Боббіо в Італії, який згідно з написом на ньому датується раніше 622, з абатства Боббіо в північній Італії (на той час було ірландською місією), незважаючи на віддаленість від Британських островів, має більш орнаментовані буквиці, з використанням кольору, ніж його італійські сучасники. З того ж скрипторію та схожої дати, «Боббіо Орозіус» (містить працю «Хронікон» Орозія) має найбільш ранню килимову сторінку, хоча вона і досить проста.

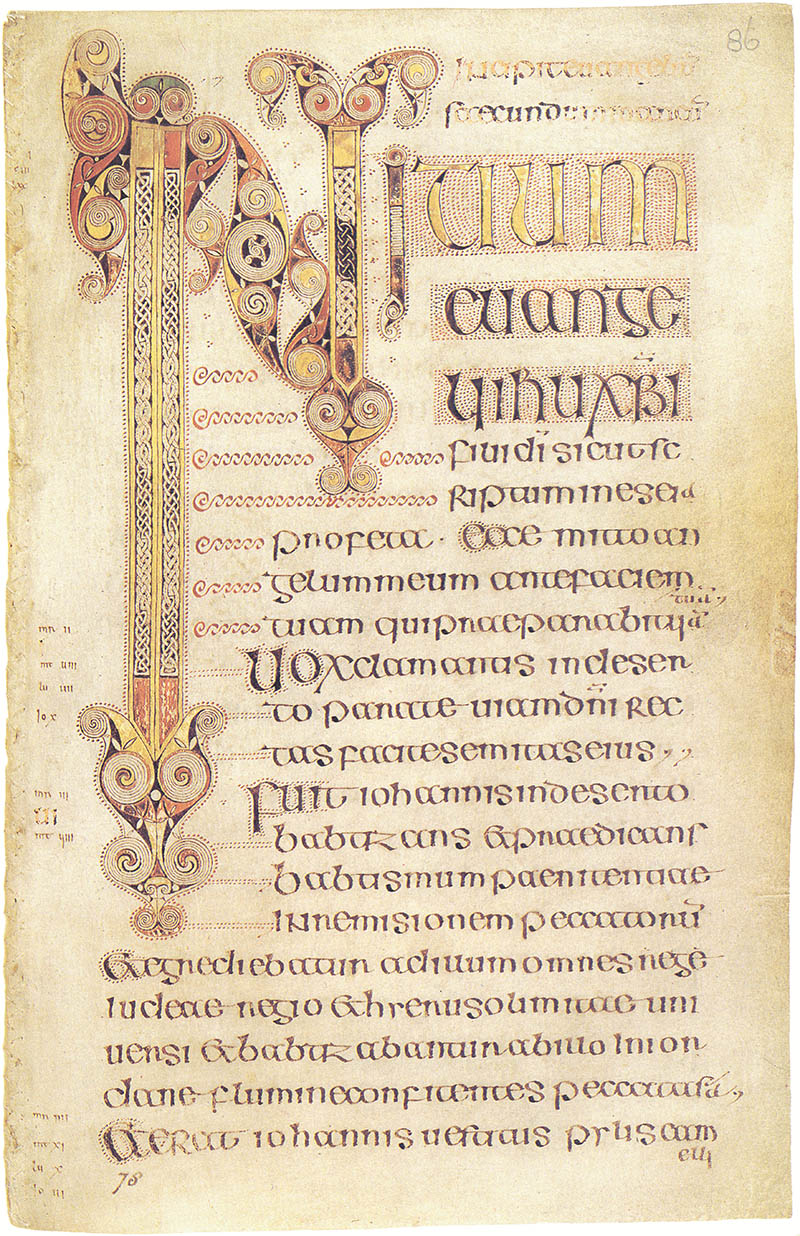
Початок Євангелія від Марка з Книги з Дарроу.

Фрагмент Даремського Євангелія. Найранніший розмальований острівний манускрипт, що зберігся, створений у Ліндісфарні бл. 650, але збереглося лише сім листів книги і не всі з них ілюміновані. В ньому з'являється сплетіння, а також кельтські мотиви, запозичені з робіт по металу. Дизайн двох сторінок зі збережених вказує, що вони були частиною розвороту з двох сторінок
Книга з Дарроу є найбільш раннім, що збереглося, повністю декорованим Євангелієм (хоча збереглися не всі сторінки): шість збережених килимових сторінок, мініатюра на всю сторінку з символами чотирьох євангелістів, чотири мініатюри на всю сторінку з символом кожного євангеліста, чотири сторінки з дуже великими буквицями, прикрашений текст та інших сторінках і декоровані групи менших буквиць. Дата та місце створення манускрипту лишаються предметом суперечки: пропоновані дати 650–690 рр., а місце створення найчастіше обговорюють між Дарроу в Ірландії, Йоною або Ліндісфарном. Також суперечку викликає визначення впливів на орнаменти, особливо в частині коптського чи іншого близькосхідного впливу.
Літери після великих буквиць на тому ж рядку або і на наступних декількох, також декоровані, але вже менш складно. Кожна сторінка використовує різний узгоджений набір декоративних мотивів. Фігури сильно стилізовані; на деяких сторінках використовується германський сплетений тваринний орнамент, а на інших — повний набір кельтських геометричних спіралей. Використані лише чотири кольори, але глядач цього майже не відчуває. У книзі присутні вже всі елементи острівного манускрипту. Виконання високої якості, але не таке тонку, як у пізніших манускриптах, а масштаб деталей не таким маленький.

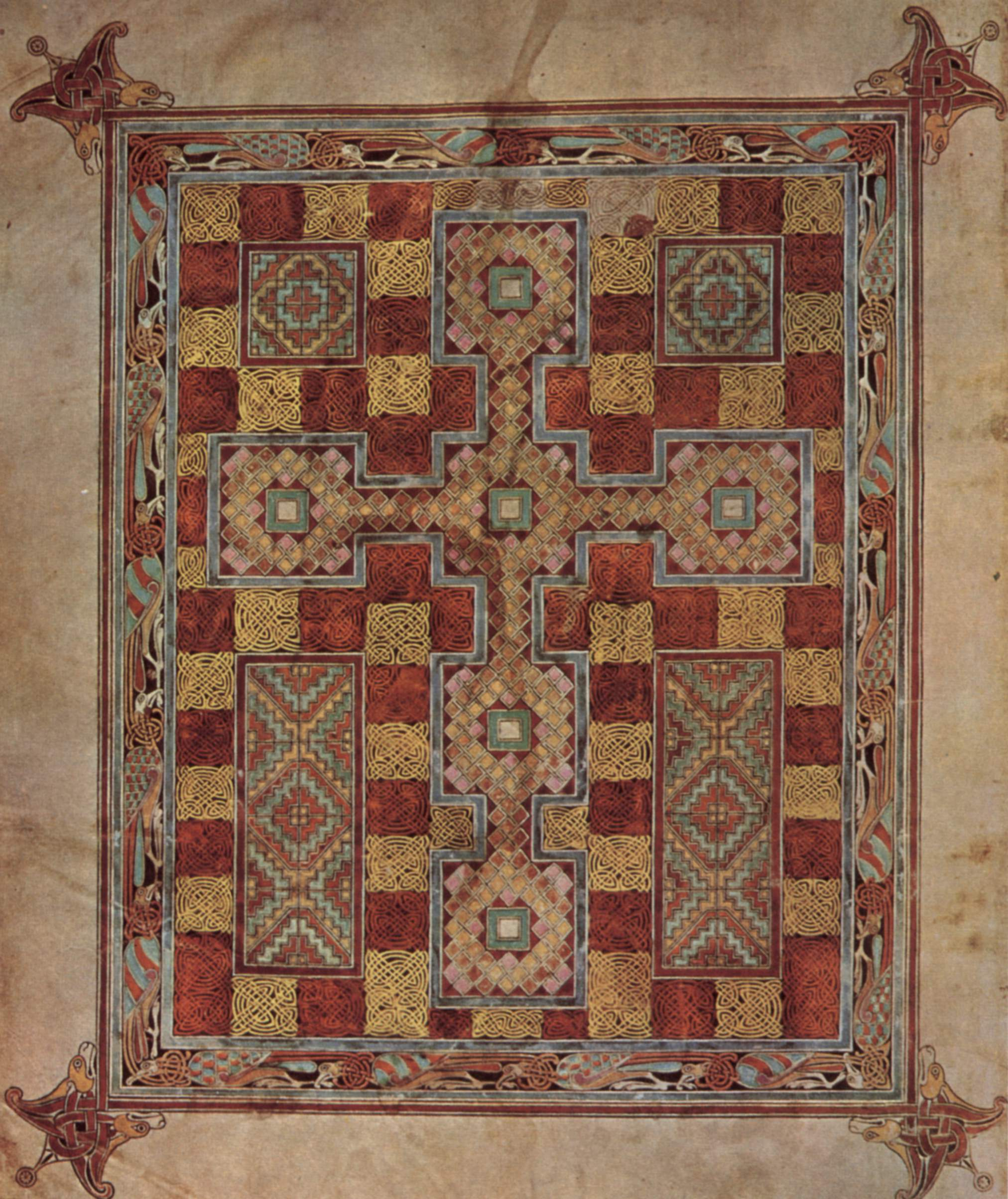
Килимова сторінка з Ліндісфарнського Євангелія

Ліндісфарнське євангеліє Створене на Ліндісфарні єпископом Еадфрітом Ліндісфарнським між 690 р. та його смертю 721 р. (можливо ближче до кінця цього періоду), це Євангеліє в стилі Книги з Дарроу, але орнаментоване більш витончено та складно. Всі літери на сторінках, з яких починаються Євангелія, рясно декоровані у єдиній композиції, а багато початків з двох сторінок явно створені як єдиний елемент, в якому килимова сторінка стоїть лицем до першої сторінки зі словами incipit («Так починається…») на початку кожного Євангелія. Науковці переважно впевнені, що писарем та розмальовником був Еадфріт. Манускрипт містить портрети 4-х євангелістів, вочевидь запозичених з античної традиції, але без будь-якого відчуття перспективи. Межі довкола портретів значно простіші, ніж декор наступних сторінок. Килимові сторінки містять надзвичайно складний орнамент, ідеально виконаний; виникає відчуття двох стилів, які Еадфріт не намагався повністю інтегрувати.
Санкт-Петербурзький Беда (англ. St Petersburg Bede) — найбільш ранній з відомих манускрипт твору Беди Преподобного «Церковна історія народу англів». Створення манускрипту приписується абатству Монквермут-Джарроу в Нортумбрії бл. 730—746 рр. Манускрипт містить перший відомий зразок ілюмінованих буквиць — літеру з бюстом Pope Gregory I, яка разом з деякими іншими елементами декору, чітко запозичена з середземноморського зразка. Інші буквиці прикрашені орнаментом у стилі робіт по металу, між  літерами проходять тонкі смужки сплетіння. Кольори використовуються, але відносно обмежено.
Келлська книга зазвичай датується бл. 800 року, але деколи раніше, у тому числі майже на сторіччя, місце створення є предметом дискусії — Йона або Келлс або інші місця. Часто також вважають, що її почали в Йоні, а продовжили в Ірландії, після початку набігів вігінгів. Книга вціліла майже повністю, але її оздоблення не завершене, деякі частині лише намічені контуром. Вона значно сильніше декорована, ніж раніші манускрипти острівного стилю; кожна її сторінка (крім двох) має маленькі декоровані літери. Хоча килимова сторінка лише одна, вступні (incipit) буквиці настільки сильно декоровані, що на сторінці вміщується лише декілька літер і вона фактично перебирає функцію килимової сторінки. Книга також містить більше людських фігур, ніж раніші, хоча вони так само сильно стилізовані та повністю оточені, майже поглинуті, орнаментом довкола. Також існують декілька мініатюр — «Спокуса Христа» та «Арешт Христа», а також Мадонна з Дитям, оточена ангелами (що є найбільш раннім зображенням Мадонни у західній книзі). Можливо більші мініатюр були заплановані, або виконані і втрачені. Кольори дуже яскраві (золотий та срібний не використовувались), орнаменти мають сильну енергію, домінують спіральні форми.

### Інші книги

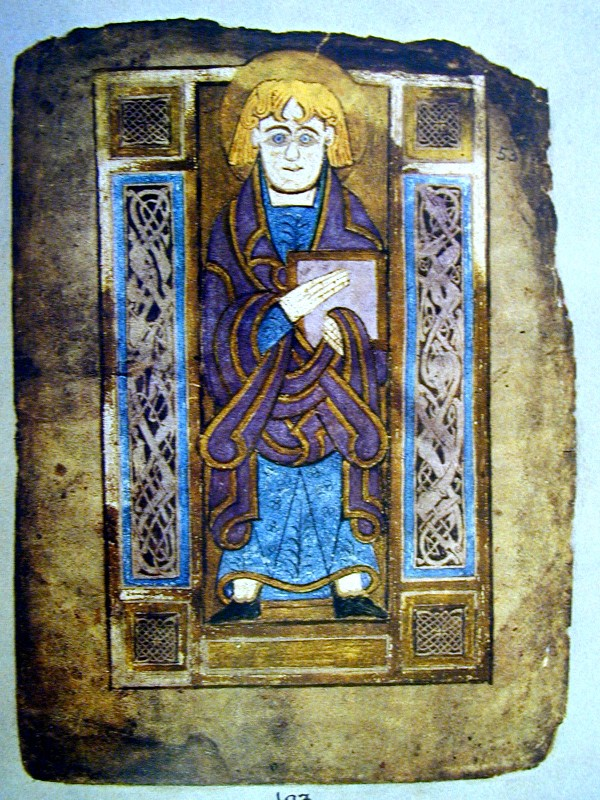
Св. Іван з Книги Муллінга

Особливим видом острівних манускриптів були кишенькові євангелія; неминуче значно менш декоровані, у деяких зразках вони однак містили портрети Євангелістів та інше оздоблення. Прикладами таких євангелій є Книга Муллінга, Дірська книга, Діммська книга та, найменше з усіх, Кутбертове Євангеліє (зараз у Британській бібліотеці), англо-саксонський текст VII сторіччя з Євангелієм від Івана, який належав Св. Кутберту та був похований з ним. Її винятково тиснена обкладинка зі шкіри кози є найстарішою збереженою палітуркою у Західній Європі та майже єдиним прикладом острівної роботи по шкірі, який добре зберігся.
І англо-саксонські, і ірландські манускрипти мають виразно грубішу обробку їх велуму у порівнянні з гладенькими поверхнями сучасного їм континентального велуму чи всього велуму Пізнього Середньовіччя.
Також цікавим є те, що на противагу пізнішим періодам, писарі, які копіювали тексти, часто були і розмальовниками ілюмінацій, та можливо включали найвищих за посадою ченців їх монастиря.

### Перехід до англо-саксонського мистецтва
На теренах Англії вплив континентального стилю на острівний відчувався з самого початку: григоріанська місія з Риму привезла з собою Євангелістарій Святого Августина та інші манускрипти, зараз втрачені; з континенту імпортувались і інші книги.
«Беде Тиберіуса» VIII ст. має змішані елементи орнаментування, так само як у Стокгольмський золотий кодекс схожого датування, ймовірно написаний у Кентербері. У Веспасіанському Псалтирі вже зрозуміло, який орнамент починає домінувати. Всі ці та інші манускрипти «групи Тиберіуса» були написані на південь від річки Гамбер. Натомість Аміатинський кодекс (лат. Codex Amiatinus), написаний до 716 року у Джарроу, написаний тонким унціальним шрифтом, а його єдина ілюмінація має італійський вплив і жодного острівного; причиною припускається, що він був призначений як подарунок Папі. Його датування частково відомо з дарування додаткової землі для вирощування худоби у кількості 2000 голів, яка була необхідна для виробництва велума для трьох повних, але неілюмінованих Біблій; це також демонструє кількість ресурсів, які потребувались для виробництва великих книг того періоду.
Багато англо-саксонських манускриптів які були написані на півдні, а пізніше і на півночі, Англії мають сильний острівний вплив принаймні до кінця X сторіччя, але домінуючий стилістичний імпульс походить з континентальної Європи: килимові сторінки не знайдені, а от багато великих фігуральних мініатюр — так. Панелі зі сплетіння та інші острівні мотиви продовжували використовуватись як елемент бордюрів та рамок, класичних за походженням. Багато континентальних манускриптів, які відчули вплив гіберно-саксонських місій, також мають такі риси аж до раннього романського періоду. Термін «франко-саксонська» позначає школу ілюмінування пізнього каролінзького періоду північно-східної Франції; ця школа використовувала острівні орнаменти, у тому числі надвеликі буквиці, деколи у комбінації з фігуративними зображеннями, характерними для сучасних їм французьких стилів. Цей «найвитриваліший з усіх каролінзьких стилів», проіснував до XI сторіччя.

### Спадок острівного мистецтва

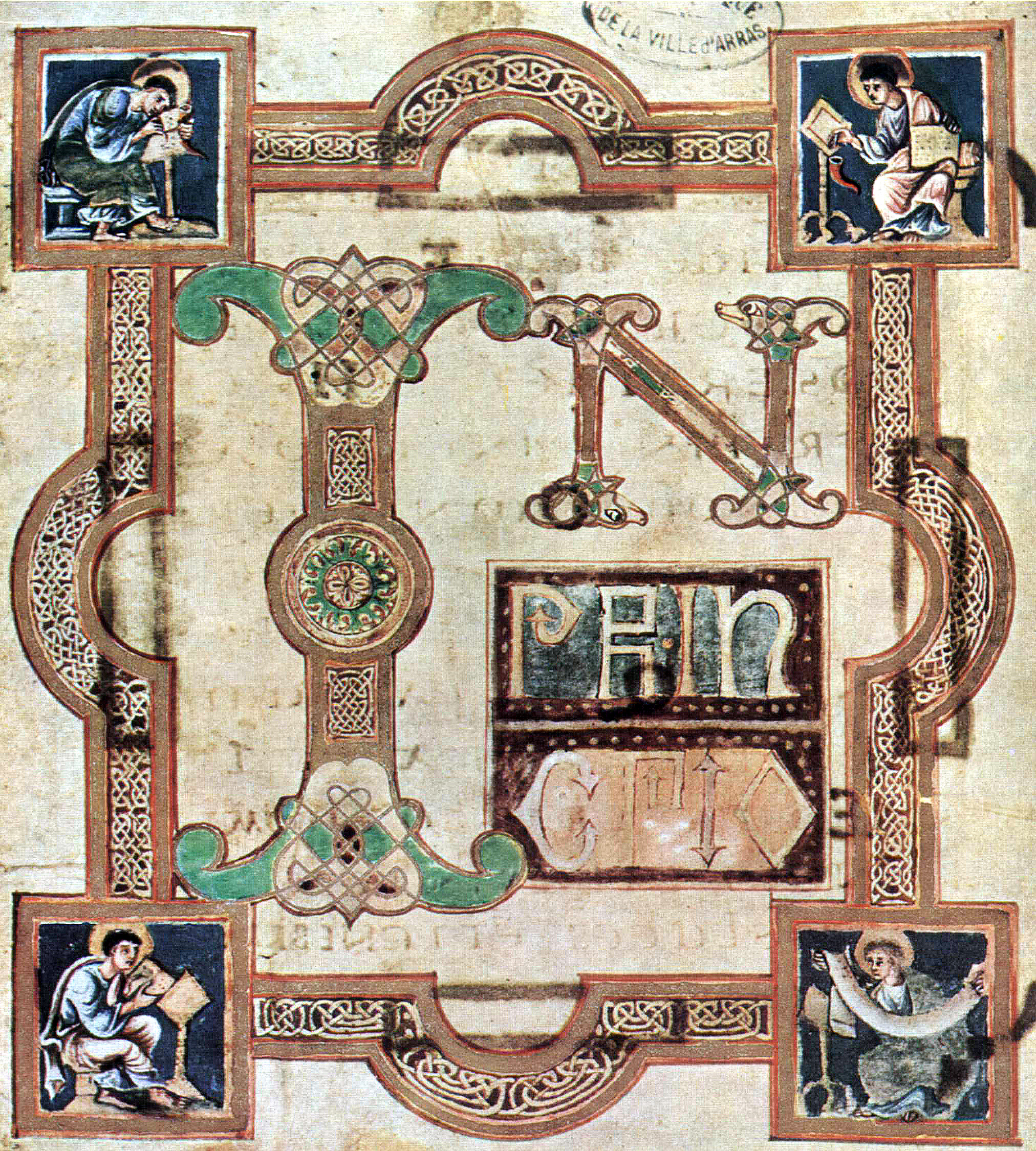
Каролінзька франко-саксонська буквиця (Incipit) 9-го сторіччя поєднує острівний орнамент з класичними портретами Євангелістів.

Справжній спадок острівного мистецтва не у особливих рисах стилю, описаних вище, а у його фундаментальному відступленні від класичного (пізньоантичного) підходу до орнаменту, у книгах чи інших витворах мистецтва. Енергія острівного орнаменту, яка виходила за межі формальних поділів, стала рисою пізнішого середньовічного мистецтва, особливо готики, у тих напрямках, де острівні мотиви майже не використовувались, наприклад архітектурі. Зміщування зображень людей з орнаментами також лишалось характерним для всієї наступної середньовічної традиції ілюмінування манускриптів; а за складністю та щільністю такої суміші з острівними манускриптами можна порівняти лише деякі праці фламандського ілюмінування XV сторіччя. Це більш характерне для північної континентальної Європи, оскільки на півдні, італійські мистецтво навіть у готичний період, зберігало певну класичну строгість форм.
Незаперечний острівний вплив можна побачити у каролінзьких манускриптах, хоча вони одночасно намагались копіювати імперські стилі Риму та Візантії. Від острівного стилю були запозичені сильно збільшені буквиці, часто з зображеннями, та значно більш абстрактні декорації, ніж у класичних зразках, з яких вони копіювали. Ці риси прослідковуються і в оттонському та сучасному йому французькому ілюмінуванні та роботі по металу до моменту, коли романський стиль ще більше не усунув класичні обмеження, особливо у манускриптах та капітелях колон.

## Скульптура

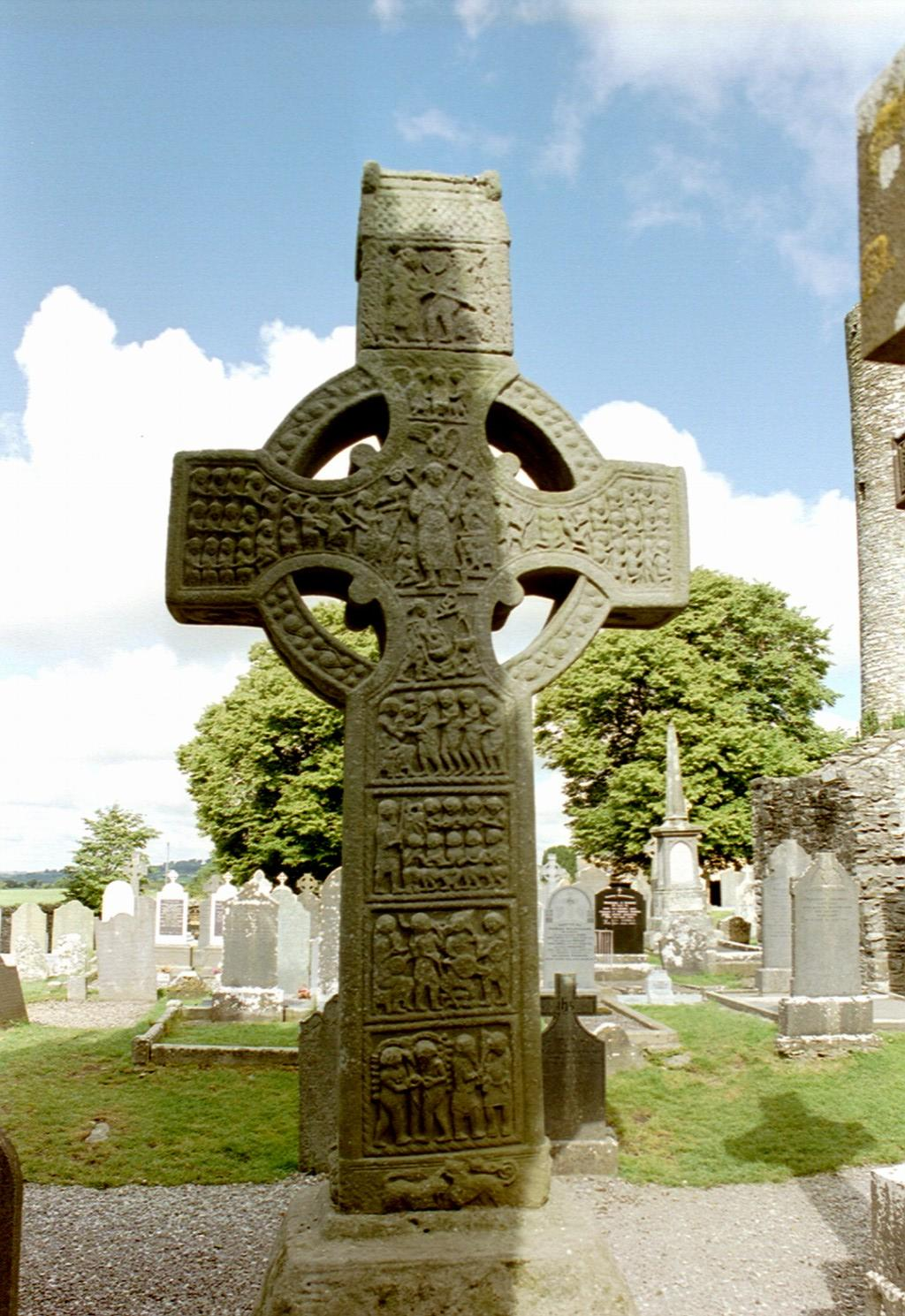
Високий хрест Муйредаха (X ст.) у Монастербойс

Великі кам'яні кельтські хрести, які зазвичай встановлювалися перед монастирями чи церквами, вперше з'явилися у VIII сторіччі в Ірландії, можливо у Карндоні, графство Донегол, розташуванні монастиря з Йонськими засновниками, тобто ймовірно пізніше, ніж найранніші англо-саксонські хрести (кінець VII ст.). Пізніше острівне різьблення, знайдене по всі Британії та Ірландії, є майже повністю геометричним, як і орнамент найстаріших хрестів. У IX сторіччя почали вирізьблювати і фігури, і на найбільших хрестах можна побачити багато сцен з фігурами на всіх поверхнях, часто зі Старого Заповіту на східній стороні та з Нового — на західній, а по центру хреста була сцена «Розп'яття на хресті». Високий хрест Муйредаха (X ст.) у Монастербойс вважається вершиною майстерності ірландських хрестів. У пізніших прикладах фігур стає менше та вони збільшуються у розмірі, і стиль починає змішуватись з романським, наприклад на хресті Дисерта в Ірландії.
|                                   |  |                            |
| Хрест з Б'юкасла: західна сторона |  | Південна та східна сторона |

Рутвельський хрест (VIII ст.) з Королівства Нортумбрія (зараз у Шотландії), на жаль пошкоджений пресвітеріанським іконоборством, є найбільш вражаючим з вцілілих англо-саксонських хрестів, хоча як в більшості таких хрестів, оригінальна верхівка (з власне хрестом) втрачена. Багато англо-саксонських хрестів є меншими та тоншими за ірландські, а тому на них було місце лише для різьблення рослинних мотивів, однак на такі хрести як хрести з Б'юкасла, Ісбі та Сандбаха мають суттєву кількість барельєфів з фігурами, більшим за масштабом, ніж ранні ірландські зразки. Навіть ранні англо-саксонські хрести вже змішують орнамент сувоїв та виноградної лози континентального походження з панелями сплетіння, а у пізніших перший стає нормою, так само як і в манускриптах. Існують письмові свідчення, що по всій Англії було споруджено численні різьблені хрести, а також стели, якими часто позначали поховання, однак більшість вцілілих зразків розташовані у північних графствах. Також існують фрагменти інших монументальних скульптур англо-саксонського мистецтва, однак нічого схожого в Ірландії не знайдено

## Стоячі камені піктів

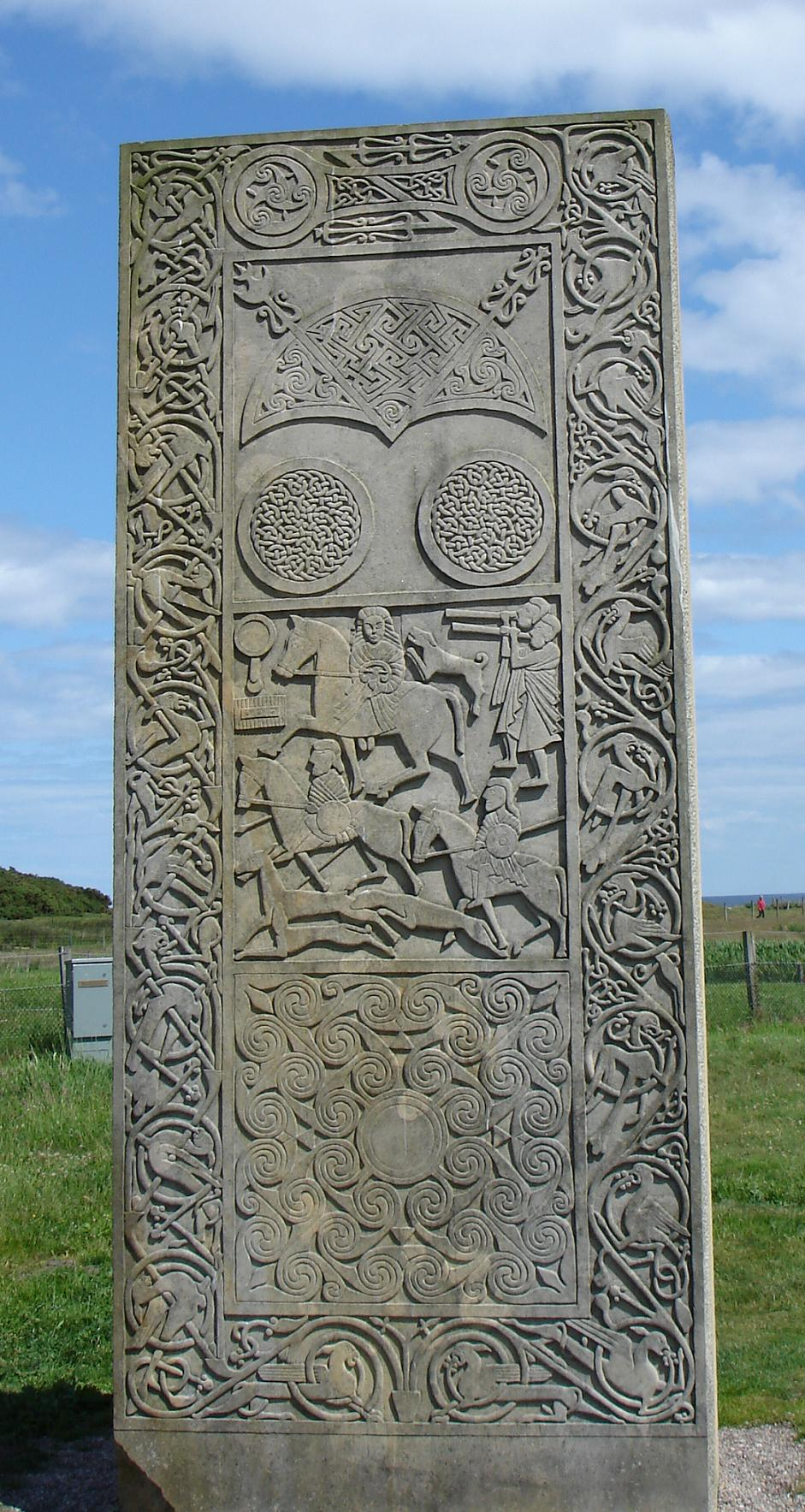
Репліка каменю з селища Хілтон-оф-Кадбол, різьбленного у піктському стилі Істер Росс, 800–900 р.н. е.

Кам'яні монументи, які зводили пікти Шотландії на північ від лінії Клайд-Форт у VI–VIII сторіччях мають вражаючий вигляд та конструкцію, а також різьблення у типовому стилі Істер Росс (англ. Easter Ross), спорідненому з острівним мистецтвом, однак зі значно меншим класичним (античним) впливом. Зокрема форми тварин схожі на ті, які присутні у острівних манускриптах, де вони переважно є символами Євангелістів. Це може вказувати на запозичення цих форм у піктів або з іншого спільного джерела. Камені з різьбленням існують як з періоду язичництва, так і з періоду раннього християнства, а піктські символи (які досі погано зрозумілі), здаються прийнятними для християн. Призначення та значення цих каменів зрозуміло лише частково, хоча деякі вважають, що вони були приватними пам'ятками, символами, які позначали належність до клану, родоводу або спільноти та зображують стародавні церемонії та ритуали. Прекрасними прикладами є камінь з Хілтон-оф-Кадбол та камінь з Іссі. Можливо, що вони мали і другорядне призначення, наприклад маркування території племені чи роду. Також існує припущення, що символи на них могли були видом піктографічного письма.
Збереглося також декілька зразків схожих орнаментів на срібних прикрасах піктів, особливо у скарбі Норріс Ло, VII ст. або раніше (значна частина була розграбована при знахідці скарбу) та зі скарбі острова Св.Нініан, VIII ст., в якому було багато брош та чаш. Вцілілі предмети з обох скарбів зараз зберігаються у Національному музеї Шотландії.